# Municipio de Spencer Creek
El municipio de Spencer Creek (en inglés: Spencer Creek Township) es un municipio ubicado en el condado de St. Charles en el estado estadounidense de Misuri. En el año 2010 tenía una población de 20198 habitantes y una densidad poblacional de 1.296,51 personas por km².

## Geografía
El municipio de Spencer Creek se encuentra ubicado en las coordenadas 38°46′26″N 90°34′51″O / 38.77389, -90.58083. Según la Oficina del Censo de los Estados Unidos, el municipio tiene una superficie total de 15.58 km², de la cual 15.58 km² corresponden a tierra firme y (0%) 0 km² es agua.

## Demografía
Según el censo de 2010, había 20198 personas residiendo en el municipio de Spencer Creek. La densidad de población era de 1.296,51 hab./km². De los 20198 habitantes, el municipio de Spencer Creek estaba compuesto por el 91.99% blancos, el 3.66% eran afroamericanos, el 0.18% eran amerindios, el 1.47% eran asiáticos, el 0.01% eran isleños del Pacífico, el 0.84% eran de otras razas y el 1.85% pertenecían a dos o más razas. Del total de la población el 2.29% eran hispanos o latinos de cualquier raza.